# Philharmonie zuidnederland
De philharmonie zuidnederland is een professioneel symfonieorkest in de Zuid-Nederlandse provincies Zeeland, Noord-Brabant en Limburg. Het is gevestigd in Maastricht en Eindhoven. Sinds 2023 presenteert het orkest zich onder de naam philzuid. 

## Achtergrond
Het orkest ontstond in april 2013 uit een fusie van Het Brabants Orkest en het Limburgs Symfonieorkest. Het wegvallen van een deel van de overheidssubsidie als gevolg van bezuinigingen op de culturele sector door het kabinet-Rutte I was de voornaamste reden voor de afgedwongen fusie.
In 2015 werd de Russische dirigent Dmitri Liss benoemd tot chef-dirigent met een contract voor drie jaar met ingang van het seizoen 2016-2017. Vanaf 1 september 2021 is de Brit Duncan Ward chef-dirigent. Artistiek leider ("orkestintendant") is sinds 2024 Mette Laugs, als opvolgster van de Duitser Stefan Rosu
In 2022 verruilde het orkest de Maastrichtse huisvesting in het Theater aan het Vrijthof voor de deels leegstaande en intern verbouwde Sint-Theresiakerk in de wijk Biesland. Het orkest huurt daar 1800 m² repetitieruimte in de kerk en 1800 m² kantoorruimte in de bijgebouwen. De nieuwe locatie kreeg de naam Opus 9. In Eindhoven maakt het orkest gebruik van een deel van het Muziekgebouw Eindhoven.
philzuid verzorgt concerten in zuidelijk Nederland en treedt ook regelmatig op in andere delen van Nederland en het omringende buitenland. Het orkest is regelmatig te gast in het Koninklijk Concertgebouw te Amsterdam. Tussen 2013 en 2023 bracht het orkest een viertal cd's uit.